# Mary Brunner
Mary Brunner (* 17. prosince 1943) je Američanka, která byla členkou Mansonovy rodiny. Studovala na Wisconsinské univerzitě v Madisonu a následně se přestěhovala do Kalifornie. Zde později potkala Charlese Mansona, s nímž se spřátelila a později měla syna. V roce 1969 byla přítomna u vraždy Garyho Hinmana. Nedlouho poté byla uvězněna za podvody s kreditními kartami – v době, kdy Mansonova rodina provedla vraždu Sharon Tate. Později byla odsouzena za účast v činech Mansonovy rodiny, ale již po šesti letech, v roce 1977, byla z vězení propuštěna. Později si změnila jméno a žila v ústraní.